# ディス・クッド・ビー・ザ・ナイト
「ディス・クッド・ビー・ザ・ナイト」（This Could Be the Night）は、ハリー・ニルソンとフィル・スペクターが作詞作曲し、モダン・フォーク・カルテットがレコーディングした楽曲。グループのシングルとしては発表されなかったが、1966年のコンサート映画『The Big T.N.T. Show』のテーマソングに使用された。

## 概要
1965年当時、主にソングライターとして活動していたハリー・ニルソンはザ・ビーチ・ボーイズのブライアン・ウィルソンに捧げるために「ディス・クッド・ビー・ザ・ナイト」を書いた。そして彼はウィルソンが敬愛してやまないフィル・スペクターに本作品の制作を託した。ニルソンの伝記作家、アリン・シプトンによれば、曲の著作権は1966年3月30日付でニルソン単独で登録されているという。
勃興しつつあったフォークロックのマーケットに食い込むことを望んだスペクターは、モダン・フォーク・カルテットと親しくなっていたことから、彼らをロサンゼルスのゴールド・スター・スタジオに呼びレコーディングを行った。のちに写真家として名を馳せる、モダン・フォーク・カルテットのメンバーだったヘンリー・ディルツ（Henry Diltz）は、部屋着にスリッパばきのブライアン・ウィルソンがレコーディング・セッションに現れたことを証言している。
ところが録音後、スペクターはアイク&ティナ・ターナーの「River Deep – Mountain High」の制作にのめり込み、モダン・フォーク・カルテットのことをすっかり忘れてしまう。本作品はシングルにもアルバムにも発表されず、代わりに1966年のコンサート映画『The Big T.N.T. Show』のテーマソングに使用された。
モダン・フォーク・カルテットのバージョンは、1976年にイギリスで発売されたコンピレーション・アルバム『Phil Spector Wall of Sound Vol. 6 – Rare Masters Vol. 2』において初めて公式に世に出た。
作者のニルソンは1967年、モンキーズ用に本作品のデモ・テープを作った。ピアノ弾き語りの彼のバージョンは2013年のコンピレーション・アルバム『The RCA Albums Collection』に収録された。

## カバー・バージョン
- デヴィッド・キャシディ - 1975年のアルバム『The Higher They Climb』に収録。
- 山下達郎 - 1978年のアルバム『GO AHEAD!』に収録。1984年のサウンドトラック『BIG WAVE』に収録されたバージョンは歌がやり直され、間奏のギター・ソロがサックス・ソロに変えられている。
- フレイミン・グルーヴィーズ - 1992年のアルバム『Rock Juice』に収録[5]。
- ブライアン・ウィルソン - 1995年のトリビュート・アルバム『For the Love of Harry: Everybody Sings Nilsson』に収録。
- ジェフリー・フォスケット - 1996年のアルバム『Sunny's Off』に収録[6]。